# Dactylopsila trivirgata
El falangero listado (Dactylopsila trivirgata) es una especie de marsupial diprotodonto de la familia Petauridae. Habita en Australia y en la isla de Nueva Guinea.
Este falangero recuerda una ardilla blanca y negra, su tamaño varía entre 25 y 27 cm de largo. Su cuarto dedo es más largo que los demás y lo usa para extraer escarabajos y orugas de la corteza de los árboles. El falangero listado solo puede ser encontrado oyendo el ruido que produce al masticar y beber en el bosque.
Es uno de los marsupiales menos conocidos.

## Subespecies
Se reconocen cuatro subespecies de Dactylopsila trivirgata.
- Dactylopsila trivirgata trivirgata
- Dactylopsila trivirgata kataui
- Dactylopsila trivirgata melampus
- Dactylopsila trivirgata picata